# IRacing
O iRacing é um jogo eletrônico on-line de simulação de corridas de automóveis lançado em 2008, disponível para Windows, Linux e OS X. Criado pela iRacing.com Motorsport Simulations, possui veículos e circuitos licenciados, com servidores onde os jogadores podem treinar, desafiar outros jogadores, ou participar de competições sancionadas pelo serviço, em maio de 2015 o serviço ultrapassou o número de 55.000 jogadores.
Algumas parcerias do jogo incluem organizações como NASCAR, IndyCar, V8 Supercar, SCCA, Star Mazda Championship, Williams F1, além de montadoras como Ford Motor Company, General Motors, Toyota, Volkswagen, entre outras.
O jogo funciona por serviço de assinatura, a assinatura básica dá direito a 10 circuitos e 7 carros, circuitos e carros adicionais podem ser comprados por fora, os jogadores progridem no jogo através de um sistema de licenças.